# Katharine Cotheal Budd

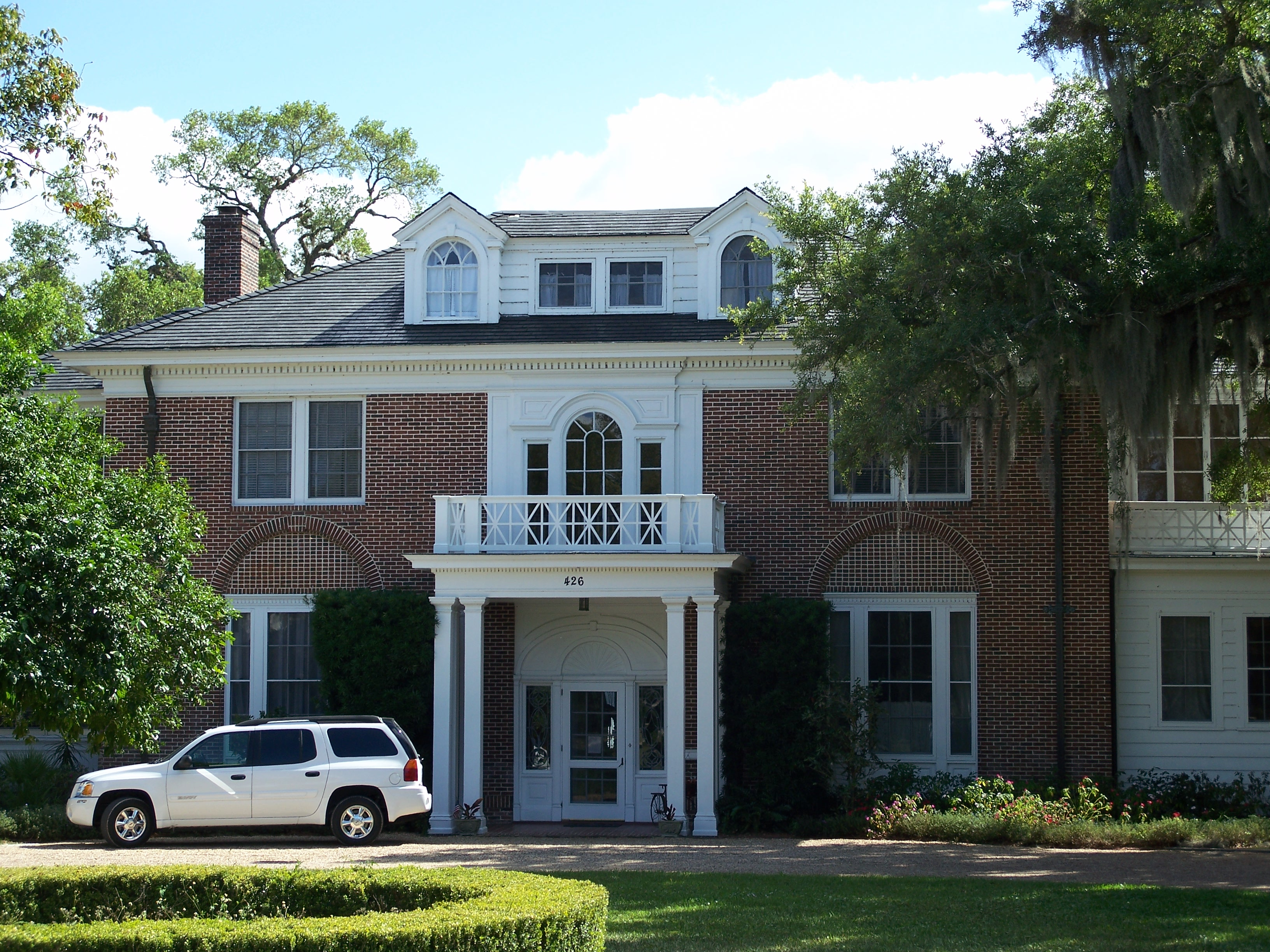
La casa de Harry C. Duncan diseñada por Katharine Budd

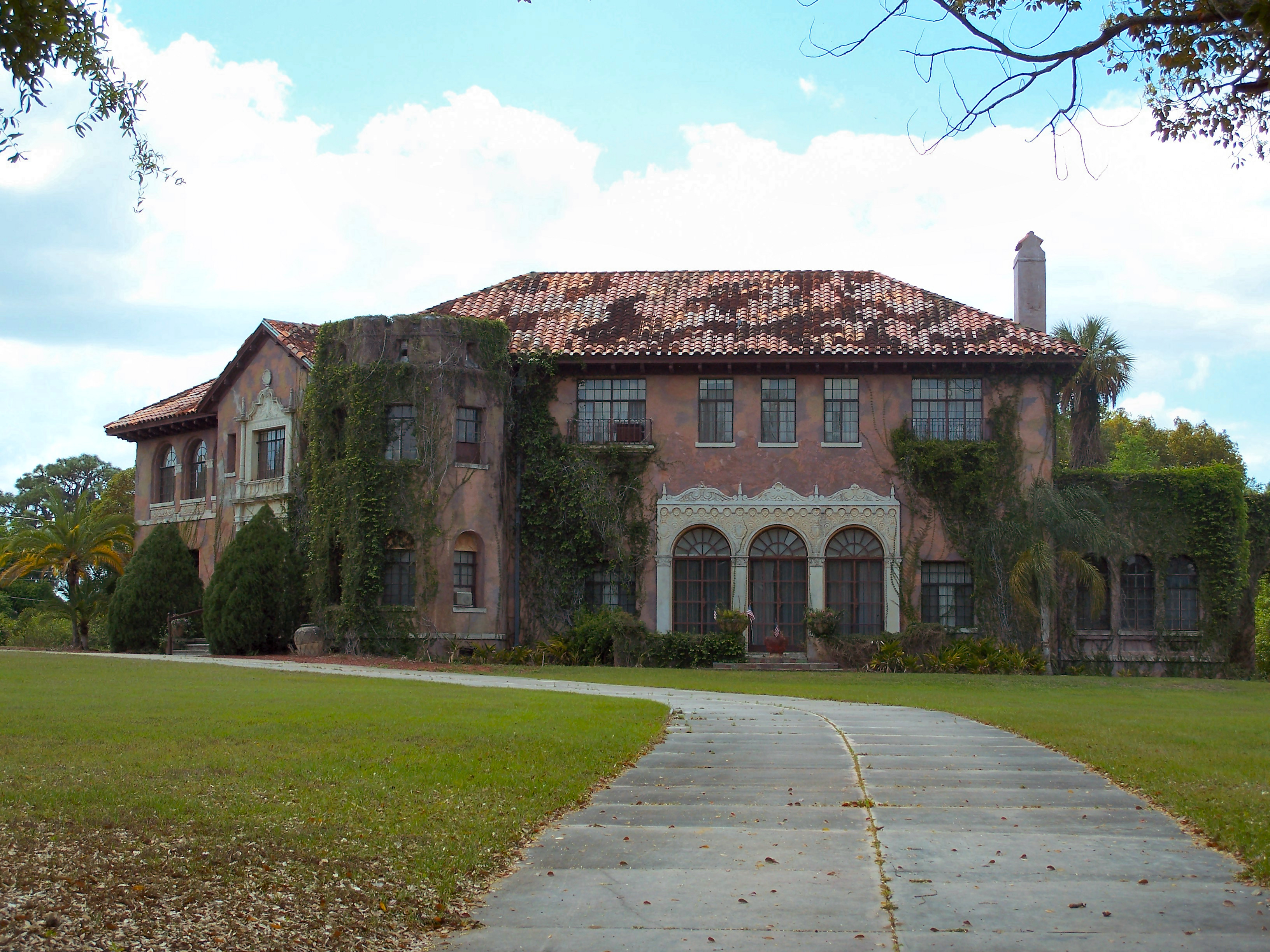
Casa Howey, Lake County, Florida

Katharine Cotheal Budd (1860-1951) fue una pionera y reconocida arquitecta estadounidense, como también una escritora de arte y arquitectura.

## Primeros años
La información sobre su infancia es escasa, pero se sabe que gustaba del arte desde niña y estudió dibujo y pintura en su juventud. Era tan talentosa que sus compañeros que cursaban dibujo para entrar a la carrera de arquitectura le sugirieron que hiciera lo mismo. Entre 1891 y 1894, Katharine Cotheal Budd estudió arte y diseño en la William Merritt Chase's Shinnecock School en Long Island; después, fue allí secretaria y administradora de las cabañas lo que le dio la oportunidad de renovar alguno de los edificios. Recibió clases particulares de William R. Ware, un reconocido arquitecto y profesor de la Columbia University, y después viajó a París para recibir formación y experiencia en un taller. Obtuvo su licencia de arquitecta en Georgia in 1920.
Trabajó con los arquitectos Grosvenor Atterbury, Grenville T. Snelling y William Porter. Después de 1910, se asoció con Henry G. Emery y trabajaron juntos por varios años. Ella tuvo una oficina en Manhattan desde 1899, y empleó a Esther Marjorie Hill desde 1925-1928. Sus primeros trabajos fueron en los estilos Arts and Crafts, Colonial revival y Mediterráneo.
Además de la arquitectura, Budd era amante de la carretera y de los automóviles, viajó por tierra de Nueva York a Florida más de una vez, y en otra ocasión hizo un viaje transatlántico llevando su coche para conducir por Italia. Viajó mucho, hablaba cuatro idiomas y leía siete. Su biblioteca estaba repleta de libros de viaje y dibujos que hacía durante sus travesías.

## Trayectoria
En sus más de 40 años de carrera diseñó casas, mansiones, cabañas, edificios comunitarios, escuelas y hoteles, para los cuales no solo proyectaba el exterior sino también el interior y hasta los mobiliarios, también escribió artículos para las revistas Architectural Record, Country Life, y American Homes and Gardens' en los primeros años del siglo XX. Su proyecto más importante fue la casa de Harry C. Duncan en Tavares, Florida, por ser uno de los mejores ejemplos del estilo renacimiento colonial en ese estado.
En 1917, cuando las mujeres aún no tenían derecho al voto, Budd recibió una importante comisión por parte de YWCA. para el diseño y construcción de Hostess Houses, un total de 96, en bases militares por todo Estados Unidos. Las Hostess Houses eran lugares donde los soldados en bases militares podían recibir a sus visitas y pasar un momento agradable. Comenzaron como simples “salas de estar” pero en la medida que se construían más casas se iban expandiendo hasta que algunas llegaron a incluir dormitorios y cocinas. Algunas de las bases estaban lejos de las ciudades y esto les permitía a las familias de los soldados alojarse en la base por un periodo más largo. Budd recibió la comisión y decidió ocuparse del diseño de las Hostess Houses en la región central de Estados Unidos, e involucró a otras dos arquitectas pioneras, Julia Morgan y Fay Kellogg, para que se encargaran del oeste y el este del país, respectivamente. Budd creía que estas casas debían optar por un diseño autóctono pero a la vez distintivo, utilizando el típico granero americano como inspiración y punto de partida por ser una estructura amplia y de bajo costo.
Aunque fueron muchas las Hostess Houses diseñadas, no fueron hechas al por mayor, cada casa poseía interiores diferentes con distribuciones diferentes. Kellogg, encargada de las Hostess Houses del este, enfermó y no pudo terminar su asignatura por lo que Budd diseñó y construyó algunas casas en Mississippi y Georgia, y se convirtió en la primera arquitecta profesional que construyó en Mississippi. Fue responsable de 72 de las 96 Hostess Houses construidas.
Budd fue una arquitecta que se entregó totalmente a la profesión. Era exigente con su propio trabajo. En una entrevista dijo que no sentía que su trabajo fuera exitoso al menos que tres años después de haber sido entregada la obra los ocupantes del edificio sintiesen que sus vidas habían sido mejor por haber habitado uno de sus diseños.
También diseñó el hospedaje rural Innis Arden (ahora conocido como Greenwich Point). El edificio, hoy Bruce Museum Seaside Center, hecho en 1903, ha sido reconocido como un claro ejemplo de arquitectura bungaló.

## Obras
Algunas de sus obras notables incluyen: 
- Escuela Shinnecock (con Atterbury), posteriormente renovada por Anne Porter, cabaña para Zella de Milhau, Long Island (1894-1896).[2]
- Casa Burchel, alteraciones, 29 E. 63rd St. N.Y. (1908)[1]
- Hostess Houses de YWCA (1910) en Columbia, Spartenburg, Carolina del Sur, Charlotte, Augusta, Camp Mills,[1] y Camp Dodge, Iowa[4]
- Estudio Anna Winegar, alteraciones, Bronxville, NY[1]
- Casa Harry C. Duncan, Tavares, FL (1925) (National Register, 1997)[1]
- Casa M.G. Howey, Lake County, FL, (1925-27) (National Register, 1983)[1][6]
- Great Lakes Naval Training Station, Illinois[4]

- Fachada de la 65 East 80th Street para Francis R. Arnold, Nueva York[4]
- Casa Adelaide Alsop Robineau en Syracuse (Four Winds House)[4]
- Casa Clarissa y Walter Stillman, Syracuse[4]

## Reconocimientos
Katharine Budd ejerció la práctica de la arquitectura por treinta años antes de solicitar membresía al Instituto Americano de Arquitectos en 1924. En 1916 ya era miembro de la sede del AIA de Nueva York, siendo una de las primeras mujeres aceptadas.